# Toamna (pictură de Édouard Manet)
Toamna este o pictură în ulei pe pânză din 1882 realizată de pictorul francez Édouard Manet.
Lucrarea face parte dintr-o comandă făcută de Antonin Proust; a dorit patru tablouri pe tema anotimpurilor, dar pictorul a avut timp să realizeze doar două, acesta și Primăvara, înainte de a muri.
Méry Laurent a cumpărat această lucrare în 1884, după moartea artistului; aceasta realiza picturi la Musée des Beaux-Arts de Nancy, orașul ei natal, acesta fiind primul tablou realizat de Manet care a intrat în colecția unui muzeu din provincie.